# Szánthó Imre
Szánthó Imre (Budapest, 1925. szeptember 1. – Szentendre, 1998. április 5.) magyar festő, grafikus, Szentendre díszpolgára.

## Élete
1925-ben született. Nagyapjával, Szőke Lajossal 1930-ban költözött Szentendrére, a család hétvégi üdülőházába. Gyermekévei alatt döntötte el, hogy festő lesz. A negyvenes évek végétől fogva tartott kiállításokat Pest megye múzeumaiban. 1980-ban Életem egy lyukasóra címmel portréfilm készült Szánthóról Wiedermann Károly rendezésében. A filmet közvetítette a Magyar Televízió.
A számára odaítélt Szentendre díszpolgára kitüntetést életében már nem kapta meg. Hamvai Szentendrén, a Sztaravoda úti temetőben nyugszanak.

## Díjak
- Szentendre város Pro Urbe-díja (1985)
- Szentendre díszpolgára (1998)

## Egyéni kiállításai
- Szentendrei Városháza (1948)
- Ferenczy Múzeum, Szentendre (1951, 1954, 1957)
- Tragor Ignác Múzeum, Vác (1958)
- Karikatúra tárlat, Szentendre (1958)
- Újságrajzok, Bányászkultúrház, Dorog (1958)
- Szállítók Klubja, Budapest (1959)
- Városi Klub, Szentendre (1965)
- Dalmáth., Szentendre (1970)
- Pest Megyei Művelődési Központ, Szentendre (1971)
- Mini Goli Galéria, Budapest (1972)
- Ferencvárosi Pincetárlat, Budapest (1973))
- Művésztelepi Galéria, Szentendre (1985)
- Börzsöny Múzeum, Szob (1986)
- Szentendrei pillanatok, Duna Galéria, Budapest (1987)
- Famulus Könyvesbolt, Budapest (1988)
- Erzsébetvárosi Kisgaléria, Budapest (1990)
- Vízivárosi Galéria, Budapest (1990)
- Szentendrei Képtár, Szentendre (1995)